# Maksymilian Habsburg-Este

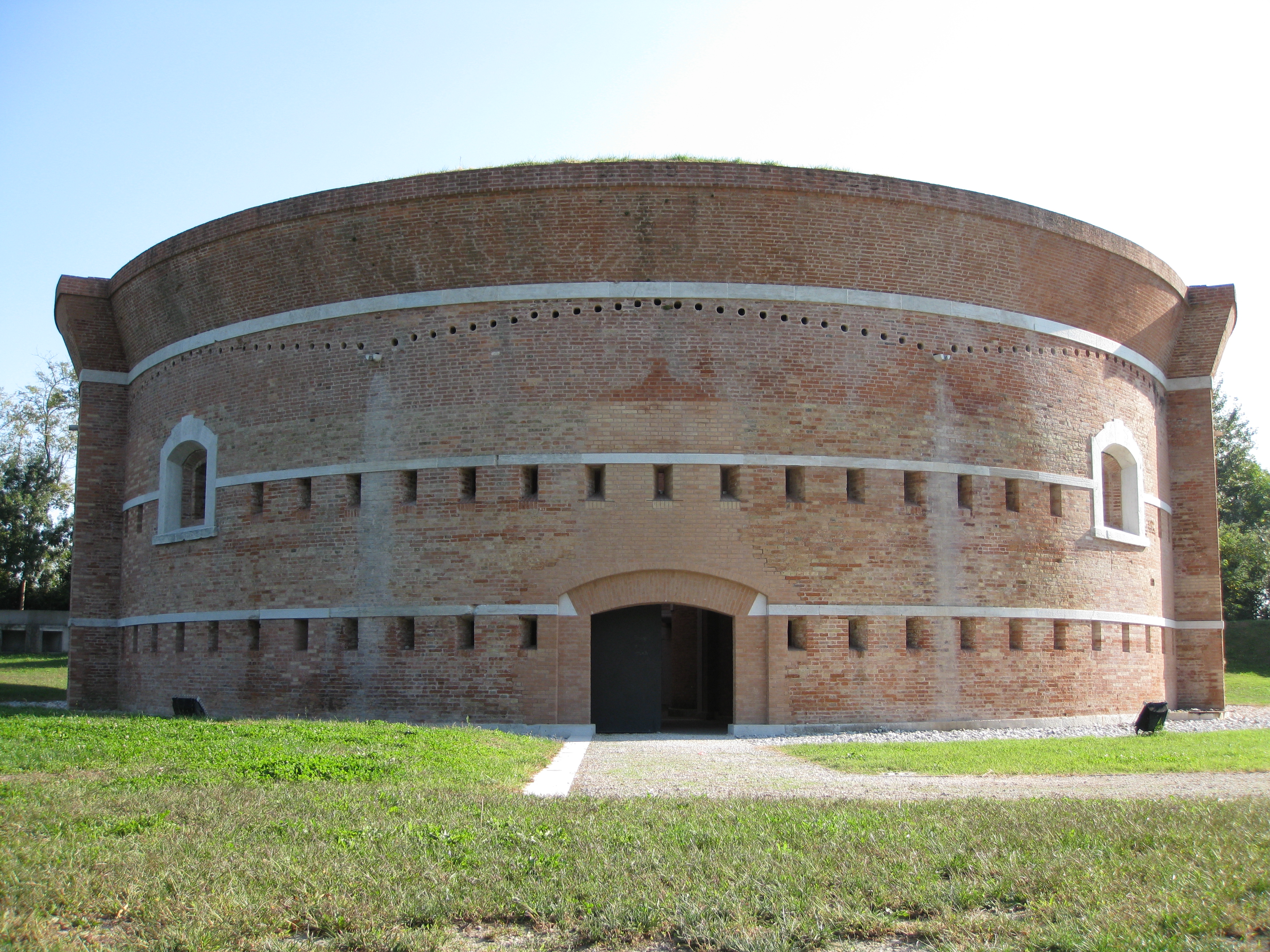
Wieża maksymiliańska w Wenecji

Maksymilian Józef Habsburg-Este (ur. 14 lipca 1782 w Modenie, zm. 1 czerwca 1863, w zamku Ebenzweier, w Altmünster am Traunsee) – arcyksiążę austriacki, wielki mistrz zakonu krzyżackiego w latach 1835–1863.

## Życiorys
Arcyksiążę Maksymilian pochodził z bocznej linii Habsburgów. Był czwartym synem Ferdynanda Habsburga i Marii Beatrice d'Este, córki Ercole III d'Este. Jego starszym bratem był Franciszek IV, książę Modeny. Młodość spędził w Monzy skąd zmuszony został wraz z rodziną do ucieczki przed nacierającymi wojskami francuskimi. Przeznaczony do służby wojskowej rozpoczął służbę w armii austriackiej. Dał się poznać jako zdolny inżynier o specjalności fortyfikacja wojskowa. Zaczął opracowywać różne, nieraz fantastyczne projekty fortyfikacji, m.in. w Linzu, Wiedniu, Weronie czy na wyspie Sant'Erasmo pod Wenecją polecał wznosić murowane forty artyleryjskie, które nazywano później wieżami maksymiliańskimi. Brał udział w walkach z Francuzami na terenie Górnych Włoch. W 1807 roku awansował na marszałka piechoty. W 1809 roku dowodził obroną Wiednia. 
Maksymilian wstąpił do zakonu krzyżackiego w 1801 roku. Odbył nowicjat i 1805 roku został komturem krajowym Frankonii. Wielkim i niemieckim mistrzem Zakonu został w kwietniu 1835 roku po śmierci swego poprzednika arcyksięcia Antoniego Wiktora. Dokonał wiele ważnych zamian w życiu zgromadzenia. W 1839 roku przyczynił się do przyjęcia nowych Statutów, które zapewniły wpływ dynastii habsburskiej. Przywrócony został katolicki charakter bractwa. Działania Maksymiliana przysporzyły zakonowi nowych nowicjuszy. Arcyksiążę wspomagał finansowo jezuitów, Siostry Miłosierdzia czy redemptorystów.